# Montottone
Montottone är en ort och kommun i provinsen Fermo i regionen Marche i Italien. Kommunen hade 930 invånare (2018).